# ФК Јединство Станишић
Фудбалски клуб Јединство је фудбалски клуб из Станишића, које се налази у општини Сомбор, Србија..
Према доступним писаним изворима, организовани фудбал у Станишићу се игра од 1920. године , мада постоје индиције да се фудбал у месту играо и пре Првог светског рата. Након завршетка Другог светског рата и досељавања становништва из Далмације, 1946. године клуб је поново покренут. Клупске боје су бело плава.
ФК Јединство се тренутно такмичи у Међуопштинској фудбалској лиги Сомбор, што представља шести степен такмичења у систему фудбалских лига Србије.
Током деценија, клуб из Станишића је изградио репутацију као значајан расадник талентованих фудбалера и сматра се, одмах после Раднички из Сомбора, једним од најуспешнијих фудбалских колектива у општини Сомбор.
Клуб обележава своју славу 18. октобра по Јулијанском, односно 31. октобра по Грегоријанском календару, када се у Српској православној цркви празнује Свети апостол и јеванђелист Лука.
ФК Јединство има и своју навијачку групу под називом Форест бојси (Forest Boys), која прати и подржава клуб на утакмицама.

## Назив клуба кроз историју
- 1920 — Први Станишићки Спортски Клуб
- 1925 — Станишићки Атлетски Клуб
- 1932 — Спортски Клуб Слога
- 1941 — FC Adler (нем. ФК Орао)
- 1946 — ФД Црвена звезда
- 1948 — ФК Јединство
- 1976 — ФК Станишић
- 2018 — ФК Раднички 1912
- 2023 — ФК Јединство

## Историја
Фудбал се у Станишићу почео организовано играти од 1920. године. Прво званично такмичење локалног клуба и прво учлањење у фудбалски савез догодило се 1925. године, када је клуб наступао под именом Станишићки Атлетски Клуб (САК) у оквиру III разреда Суботичког ногометног подсавеза.
У сезони 1926/27, САК је такмичио у II разреду – група Ц (Дунавски округ). Међутим, након завршетка сезоне, клуб је суспендован због неплаћања чланарине. Услед тога, активност клуба је привремено престала, и фудбал се у Станишићу наставио играти у форми несавезног спорта.
Поново су се такмичарске утакмице у Станишићу играле од сезоне 1933/1934, када клуб добија ново име – Спортски клуб Слога. Први запаженији успех Слога је постигла у сезони 1936/1937, када је убедљиво освојила прво место и пласирала се у I/Б разред Дунавске групе. У лето 1940. године дошло је до реорганизације такмичења, те се Слога нашла у I разреду Сомборске жупе, што је био ранг који се по квалитету може упоредити са савременом Војвођанском лигом "Север".
Након окупације током Другог светског рата, станишићки Немци, чланови Културбунда, преузимају управу над клубом и мењају његово име у Fußball Klub Adler (Фудбалски клуб Орао). За време рата, клуб је наступао у првенству Немачког фудбалског савеза на територији Бачке, која је била анексирана од стране Хортијеве Мађарске.
Након завршетка Другог светског рата, 1946. године, у Станишићу је обновљен рад фудбалског клуба, који је добио ново име – Фискултурно друштво Црвена звезда. У том периоду, дотадашње већинско немачко становништво у селу било је замењено колонизованим народом из Далмације. Две године након поновног покретања фудбалског клуба у Станишићу, 1948. године клуб мења име у Фудбалски клуб Јединство, које и данас носи.
Како многи досељеници нису били упознати са фудбалом као спортом, било је потребно неколико година да ова игра постане привлачна и млађим генерацијама новонасељених Далматинаца. У првим послератним годинама, фудбал у Станишићу играли су претежно локални Срби и малобројни Мађари, што је допринело томе да клуб наредних петнаестак година углавном наступа у најнижем рангу такмичења.
Крајем 1950-их и почетком 1960-их година, у Станишићу се формирала изузетно талентована генерација играча, што је довело до великог успона клуба. Тим се пласирао чак до Јединствене Војвођанске лиге, што је у то време представљало висок степен у југословенском фудбалском систему. Ипак, због сплета несрећних околности – како на терену, тако и ван њега – та генерација није успела да остави дубљи траг у фудбалу, иако је имала потенцијал за већи успех.
Од када је након Другог светског рата поново покренут Фудбалски клуб у Станишићу, 35 година клуб је провео наступајући у јаком четвртом рангу такмичења, чинећи га, у Сомборској општини, за најуспешнији фудбалски клуб који долази са села. Станишићани имају и највише освојених титула у Подручној лиги Сомбор (5), у којој су наступали укупно 21 годину. 
Августа месеца 1975. у Станишићу се оснива Спортско друштво „Станишић“ које окупља рукометаше, рукометашице, шахисте, дизаче тегова и фудбалере. Сви спортски клубови у селу ће у марту  1976. године своја дотадашња имена заменити са именом друштва, па је тако ФК Јединство након осамнаест година преименовано у ФК Станишић. Име места из којега долази фудбалски клуб носиће наредне 42 године све до 5. јуна 2018. када је на лажираној скупштини клуба, клуб преименован у „Раднички 1912“ и из Станишића премештен у Сомбор.
Борба за повратак клуба у Станишић, од стране бивших играча, функционера и навијача, трајала је пуних пет година, а одлуком Агенције за привредне регистре 18. јула 2023. године, злоупотреба је прекинута и правда је задовољена. Клуб је враћен у Станишић! 
Нова управа клуба одлучила је да клубу врати старо име ФК Јединство. У првој повратничкој сезони станишићани су морали свој пут започети из најнижег ранга такмичења - Међуопштинске лиге Сомбор - 2. разред. Такмичарска година завршена је веома успешно, станишићани су од могућа 54 бода освојили 52 уз изванредну гол разлику од 86 датих према 4 примљена поготка. Споменута сезона била је веома садржајна и у њој је исписано неколико догађаја и остварења који су већ ушли у клупску историју.
Данас ФК Јединство и поред тешке материјалне ситуације, успешно остварује резултате. Окупљени око клуба, стварају услове да клуб егзистира, улажући максималне напоре да исти, са великом традицијом и сјајном историјом, настави путем који су им у аманет оставиле претходне генерације. За успехе највише су заслужни играчи и тренери, који се свакодневно боре за боје клуба, без икакве новчане накнаде. 
ФК Јединство тренутно има преко 80 регистрованих фудбалера у четири старосне категорије. Поред неколико малишана из Риђице, комплетан састав долази из Станишића. Податак важан пажње са којим се ретко које место сомборске општине а и шире, може похвалити.
Најдужи низ победа (16) остварен је два пута у сезони 1960/1961. и 2016/2017. Најближи рекорду примакли су им се фудбалери који су наступали у Сомборској лиги у сезона 1993/1994. када је забележено 14 победа за редом. Једанаест уписаних победа остварено је у Подручној лиги Сомбор, јесен 2017. године. Следећи низ од 10 победа држе три генерације: фудбалери Јединства у Сомборској подсавезној лиги током јесење полусезоне 1966. године, генерација која је наступала у сезони 2007/2008. у Сомборској подручној лиги и фудбалски састав Јединства у сезони 2023/2024. Међуопштинске лиге - 2. разред.
Најлошији биланс, 9 пораза за редом,  догодио се у јесен 1971. године када је клуб наступао у Бачкој лиги, у истој лиги али у пролеће 1987. ниже сеседам пораза за редом. Три нерешена резултата за редом догодила су се пет пута у клупској историји: у јесен 1968, у пролеће 1980, у јесен 1983, пролеће 1988. и пролеће 2010. године. Највише нерешених сусрета (13 од 30 утакмица) у току једне сезоне фудбалери из Станишића одиграли су 1979/1980.
Највећу посету (oкo 2000 људи) Станишићки стадион бележи 26. јуна 1967. год. кад се у директном окршају за прво место срели домаће Јединство и сивачки Полет (3-2). 
Највише сезона проведених у сениорском саставу (26) одиграо је Драган Драгичевић (1972), који је и најбољи клупски стрелац. Садашњи капитен клуба, Илија Шарић (1986), са 18 сезона у Првом тиму му је најближи пратилац. Фудбалер који је сав свој фудбалски век провео у клубу био је Здравко Јовановић (1956) од 1976. до 1991 у дресу сениора. 
- Дерби "Della Dalmatina"
- ФК Станишић — сезона 2007/08.

## Премештање клуба
На тајној и нерегуларно организованој скупштини клуба, одржаној 5. јуна 2018. године, донета је одлука о премештању Фудбалског клуба „Станишић“ у Сомбор. Ова скупштина није била најављена у складу са Статутом клуба, а многи легитимни чланови нису били позвани.
На њој су тадашњи председник клуба Раде Јовановић заједно са још два члана скупштине (Драганом Дрча и Николом Елез) фалсификовали скупштину клуба и уз помоћ људи из савеза (Срђаном Завишином, Славком Зобеницом) преместили дотадашњи клуб из Станишића у Сомбор и преименовали ФК "Станишић" у ФК "Раднички 1912". У аферу премештања фудбалског клуба из Станишића у Сомбор умешан је и главни СНС повереник за Сомбор, Зоран Рус, који се и даље налази на челу тог украденог клуба.
Неправилности на папиру са лажне скупштине фудбалског клуба у Станишићу било је на претек. "Одржана" скупштина клуба на папиру имала је много фалсификата и пропуста. Скупштином је председавао и на крају и потписао Зоран Јањатовић (до данас председник "Радничког 1912") иначе са Буковца (салашарско насеље поред Сомбора), који никада није био члан скупштине станишићког клуба. Неправилности није мањкало ни у даљем тексту. Са споменуте "седнице" која је одрађена папирски, као фол изостају: Дамир Богуновић, Младен Вуковић, Ступар Горан и Зоран Шуша. Наведена сва четворица нису били чланови управе ФК „Станишић“. Поменути Ступар Горан био је играч ФК Станишић годину дана раније док је Младен Вуковић, такође годину дана, био председник клуба. Дрча Данијел, никада није био члан скупштине ФК „Станишић“ то је измишљена личност, као и име Зоран Шуша. Имена и презимена Слободан Богуновић, Бранко Николић, Зоран Мајсторовић, Недељко Стојановић и Илија Шарић који су чинили тада управу клуба нису се нашли на овом документу, што је и довољно да се овај документ прогласи плагијатом и неважећим.
На седници Фудбалског савеза Србије, одржаној 6. јула 2018, а након решења Агенције за привредне регистре, основано је спортско фудбалско удружење Станишић 1920. Одмах затим извршена је пререгистрација групе играча из новоименованог ФК Радничког 1912, односно бившег фудбалског клуба Станишић.
Матични и порески идентификациони број (пиб) ФК "Станишић" у Агенцији за привредне регистре од уписа клуба у њега 3. јула 1998. године је 08674817. Под тим бројем свих пет година у Сомбору био је активан ФК "Раднички 1912" Сомбор и један је од кључних доказа да је то у ствари бивши фудбалски клуб из Станишића.

## Повратак клуба у Станишић
Одлуком Агенције за привредне регистре (АПР) 18. јула 2023. године, након нешто више од пет година проведених у Сомбору под именом Раднички 1912, клуб је враћен у Станишић. Управа клуба одлучила је да врати старо име ФК Јединство Станишић .
Правила такмичења налажу да клуб започиње такмичење из најнижег ранга, Мeђуопштинска фудбалска лига Сомбор — други разред.

## Стадион
Коначно је 1938. године одлучено да се Вашариште (на улазу у село са леве стране) више не издаје у закуп, већ да се трајно уступи Спортском клубу „Слога“. До тада је фудбалски терен у Станишићу био у Железничкој улици (данас улица цара Душана), под кућним бројем 94, на простору ливада код кудељаре и железничке станице.
Стадион се и данас налази на месту некадашњег вашаришта, у улици Светозара Милетића ББ. Године 1983. изграђено је ново игралиште у правцу север–југ, за шта се највише залагао тадашњи председник Спортског друштва „Станишић“ Душан Стојанац. На том месту се раније налазио терен у правцу исток–запад, окружен дрвеном оградом. У радовима на изградњи учествовало је више стотина навијача и мештана. Према проценама, око 150 тракториста превозило је песак и земљу за насипање, а поједини су добровољно радили и по неколико дана. На терен је постављен слој црнице дебљине 30 cm, трава је донета из Бача и Вајске, где је вађена у бусењу и пресађивана у Станишићу. Посао је обавио колектив „Радник“ из Бачке Паланке. Изградњом терена у новом правцу добијен је већи простор који је одговарао прописаним нормативима. Вредност добровољног рада навијача, укључујући и њихове тракторе, процењена је на 20 милиона тадашњих динара.
Данашњи стадион је у власништву Месне заједнице „Станишић“. Око терена је 1977. године подигнут бетонски зид, делимично захваљујући добровољном раду навијача. На источној страни изграђена је 1987. године бетонска трибина дужине 71,20 m, на којој је 2018. постављена 291 столица са београдског стадиона „Рајко Митић“. Град Сомбор је у јуну 2022. финансирао покривање једног дела ових трибина.
На западној страни, поред терена са вештачком травом димензија 40 × 20 m (изграђеног 2010. године), налази се монтажна трибина капацитета 160 места, која ће септембра 2024. добити и кров.
На северној страни стадиона налазе се свлачионице изграђене 1967. године, а од 1996. године уз њих је дограђен и клупски бифе.
Играчка површина (димензија 100,70 × 69,80 m) убраја се међу најбоље терене у општини Сомбор, а и шире.
У новембру 2016. на стадиону је започета изградња терена за боћање, на којем своје утакмице игра Боћарски клуб „Станишић“.

## Састав тима, сезона 2023/24
| Број      | Име и презиме       | Националност | Позиција | Датум рођења       |         |         |         |
| Голмани   | Голмани             | Голмани      | Голмани  | Голмани            | Голмани | Голмани | Голмани |
| --------- | ------------------- | ------------ | -------- | ------------------ | ------- | ------- | ------- |
| 1         | Ненад Гусић         | Србија       | Голман   | 1. мај 2001.       |         |         |         |
| 12        | Петар Вукадиновић   | Србија       | Голман   | 2. фебруар 1998.   |         |         |         |
| 25        | Немања Дубравац     | Србија       | Голман   | 7. фебруар 1985.   |         |         |         |
| 27        | Игор Шарић          | Србија       | Голман   | 27. април 1987.    |         |         |         |
| Одбрана   |                     |              |          |                    |         |         |         |
| 2         | Стефан Шукара       | Србија       | Одбрана  | 7. новембар 2000.  |         |         |         |
| 3         | Младен Божан        | Србија       | Одбрана  | 4. април 2002.     |         |         |         |
| 4         | Илија Шарић         | Србија       | Одбрана  | 1. мај 1986.       |         |         |         |
| 5         | Гојко Врачарић      | Србија       | Одбрана  | 21. фебруар 1995.  |         |         |         |
| 13        | Стефан Колар        | Србија       | Одбрана  | 13. август 2001.   |         |         |         |
| 17        | Милош Вукадиновић   | Србија       | Одбрана  | 14. јул 1994.      |         |         |         |
| 21        | Стеван Пеовић       | Србија       | Одбрана  | 13. новембар 2001. |         |         |         |
| 23        | Јован Добре         | Србија       | Одбрана  | 20. јануар 2000.   |         |         |         |
| 26        | Горан Фучек         | Србија       | Одбрана  | 9. април 1994.     |         |         |         |
| Везни ред |                     |              |          |                    |         |         |         |
| 6         | Драган Бобанац      | Србија       | Средина  | 23. мај 1984.      |         |         |         |
| 7         | Марко Кусић         | Србија       | Средина  | 18. јун 2002.      |         |         |         |
| 8         | Милан Резић         | Србија       | Средина  | 19. фебруар 2006.  |         |         |         |
| 9         | Бојан Зеленовић     | Србија       | Средина  | 29. јануар 2002.   |         |         |         |
| 11        | Немања Пајић        | Србија       | Средина  | 18. фебруар 1997.  |         |         |         |
| 16        | Александар Рончак   | Србија       | Средина  | 13. октобар 2006.  |         |         |         |
| 15        | Слободан Јовановић  | Србија       | Средина  | 21. јануар 1989.   |         |         |         |
| 16        | Страхиња Бан        | Србија       | Средина  | 19. март 2008.     |         |         |         |
| 19        | Михајло Магденовски | Србија       | Средина  | 3. септембар 2005. |         |         |         |
| 22        | Небојша Ибрахимовић | Србија       | Средина  | 16. август 2000.   |         |         |         |
| Нападачи  |                     |              |          |                    |         |         |         |
| 10        | Стеван Олуић        | Србија       | Нападач  | 27. април 2000.    |         |         |         |
| 18        | Небојша Напијало    | Србија       | Средина  | 8. децембар 2000.  |         |         |         |
| 20        | Петар Дрча          | Србија       | Нападач  | 19. октобар 1997.  |         |         |         |
| 24        | Никола Карабатић    | Србија       | Нападач  | 26. новембар 1997. |         |         |         |

### Омладинска Школа
У клубу делује и омладински погон са преко 45 деце, тренер je Мирослав Пауновић, тренер УЕФА А лиценце. Бригу о голманима води дугогодишњи голман Синиша Батак.

## Успеси

### Спортски Клуб Слога
- Дунавска Група — други разред
Освајач: 1936/37.

### Fußball Club Аdler
- Сомборски срез
Освајач: 1942; 1943.
Другопласирани: 1941.

### ФК Јединство
- Подручна лига Сомбор
Освајач: 1966/67.
Другопласирани: 1962/63.
- МФЛ Сомбор — 2. разред
Освајач: 1960/61.
Другопласирани: 1959/60.
- Куп ГФС Сомбор
Освајач: 1964, 1967, 1969.
- Подручни Куп Сомбор
Освајач: 1967.

### ФК Станишић
- Подручна лига Сомбор
Освајач: 1993/94, 2007/08, 2010/11, 2017/18.
Другопласирани: 1987/88, 1988/89.
- МФЛ Сомбор — први разред
Освајач: 1977/78, 2016/17.
- Куп ГФС Сомбор
Освајач: 1994, 2012; 2016; 2017.
- Подручни Куп Сомбор
Освајач: 1994; 2012.
финалиста: 2016; 2017.
- Дунатај-Куп (Бачка група)
Освајач: 1981/82.
- Најбоља екипа ГФС Сомбор
2017.
- Хит јесени ГФС Сомбор
2016.

### ФК Раднички 1912
- Српска лига Војводина
Трећепласирани: 2020/21.
- Војвођанска лига Север
Освајач: 2018/19.
- Подручни Куп Сомбор
Освајач: 2021.
Финалист: 2018, 2022.

### ФК Јединство
- МФЛ Сомбор — 2. разред
Освајач: 2023/24.

## Тренери
- 1937-41  Венделин Гертнер (1914-1972)
- 19**  Јован Вукајлов
- 19**  Никола Грујић (1920.-?)
- 1962-63  Милан Миланковић
- 1964-65  Слободан Анђелковић
- 1966-67  Петар Бан
- 1973  Петар Бан
- 1976-82  Будимир Ђуровић
- 1982  Вељко Катић (?-2019.)
- 1983  Никола Марјановић
- 1984-85  Илија Перић (1942-2012)
- 1987  Станко Мацура (1949.)
- 1987-89  Фрањa Лукић (1941-2022)
- 1992  Зоран Радиновић (1958.)
- 1993  Фрањa Лукић (1941-2022)
- 1994-95  Милутин Карас (1947-2020)
- 1995  Бошко Стијеља
- 1995  Славко Антић
- 1996  Слободан Гњидић (1946-2024)
- 1997-00  Фрањa Лукић (1941-2022)
- 2000  Зоран Радиновић (1958.)
- 2000-01  Мирко Рончевић
- 2002-03  Зоран Магденовски (1967.)
- 2003  Александар Кнежевић (1972.)
- 2004  Бранислав Смиљановски (1965.)
- 2005-08  Драган Бубања (1965.)
- 2009-10  Саша Павић (1969)
- 2010-11  Драган Бубања (1965.)
- 2011-12  Александар Кнежевић (1972.)
- 2012  Саша Павић (1969)
- 2012  Драган Бубања (1965.)
- 2013  Милан Тинтор (1980.)
- 2014-15  Александар Кнежевић (1972.)
- 2015  Зоран Магденовски (1967.)
- 2015-16  Александар Кнежевић (1972.)
- 2016-17  Младен Вуковић (1987.)
- 2017  Блашко Милоје
- 2017-18  Саша Павић (1969)
- 2018  Драган Рајковић

## Тренери након повратка клуба
- 15.07.2023. - 21.09.2024. Саша Грујић

- 23.09.2024.  Страхиња Вранковић

## Председници
- 1933  Јакоб Пумп (1902-1970)
- 1933-36  Јохан Лицингер
- 1936-38  др Јозеф Шпрајцер (1895—1982)
- 1938  Томас Бонер (1894—1974)
- 1938-40  Паул Хаут
- 1940-41  Петер Ветштајн (1905—1944)
- 1941-44  Јохан Бишоф
- 1948  Драгослав Машић
- 1962  Срета Кенић
- 1967  Гојко Деспинић (1937- ?.)
- 1968-71  Бранко Бургијашев (1913—1986)
- 1971  Владимир Јовановић
- 1972-75  Бранко Бургијашев (1913—1986)
- 1979  Будимир Дрљачин (1937—2019)
- 1981  Радомир Гњатовић (1938—2022)
- 1987-89  др Петар Буловић (1956.)
- 1995-96  Милоја Мишковић
- 1997-98  Рајко Мартић
- 1998-02  Велемир Буловић (1951—2011)
- 2003  Зоран Милић (1966.)
- 2003-05  Велемир Буловић (1951—2011)
- 2005  Владимир Токић
- 2005  Велемир Буловић (1951—2011)
- 2005-08  Ненад Новаковић
- 2008  др Петар Буловић (1956.)
- 2009  Гојко Цветковић
- 2009  Зоран Магденовски (1967.)
- 2009-11  Ненад Новаковић
- 2011-13  Љубинко Врачарић (1964.)
- 2013-14  Зоран Милић (1966.)
- 2014-16  Александар Кнежевић (1971.)
- 2016  Мијо Клинац (1981.)
- 2016-17  Младен Вуковић (1987.)
- 2017-18  Раде Јовановић

## Председници након повратка клуба
- 15.07.2023. -  Јовица Мацура

- 12.04.2025. -  Никола Вранковић

## Занимљивости
- 04. јуна 1939. године, тадашње Станишићке новине Lokal Anzieger извештавају о пријатељској утакмици у Гакову између домаћина "Електро" из Гакова и гостујуће екипе "Слога" из Станишића, резултат је био 2:2.
- Генерација ФК Јединства 1967/1968. године је на традиционалној ранг-листи најбољих спортиста и спортских екипа Сомборске општине, у којој право на гласање имају само новинари „Сомборских Новина”, проглашена за девету екипу у општини Сомбор.[23]
- Фудбалски Клуб „Јунак” из Сиња, члан Далматинске фудбалске лиге, долази на позив Јединства из Станишића у госте новом Војвођанском лигашу. Утакмица је одиграна у недељу 20. августа. 1967. године у Станишићу, домаћин је био бољи 4:1 (2:0). Руководства „Јунака” и Јединства договорила су се да ово успостављање пријатељских спортских односа прерасте убудуће у традицију. У вези са тим већ је договорено гостовање Станишићана на пролеће идуће године у Сињу.[24]
- Марта месеца 1968. godine ФК Јединство је на десетодневној турнеји по Далмацији забележио леп успех. Од четири утакмице две су решили у своју корист, једну играли нерешено а само једну изгубили. Јединство је у Сплиту савладало истоимену екипу, члана Западне групе II савезне лиге са 1-0. Са истим резултатом Јединство је победило и Динару у Книну. Нерешено, 2:2, Станишићани су играли са Јунаком у Сињу, чији су и били гости. Једини пораз Јединство је доживело у Каштел Шућурцу од Јадрана 2:3.[25]
- Златну плакету децембра 1969. године поводом прославе 50-годишњице Фудбалског савеза Југославије добили су ФК Јединство, као и његов тадашњи председник Бранко Бургијашев, у знак признања за развој и унапређење фудбалског спорта на територији Фудбалског савеза подручја Сомбор.[26]
- Прва међународна утакмица нашег клуба одиграна је у Станишићу 02.08. 1975. године против немачког Лангенригена (FC Langerringen) из Аугзбурга. Домаћи играчи су головима Иљегића (два), Бобанца, Шарића и Рончевића извојевали победу 5-2 (2-0).[27]
- У јесењој полусезони 1998. године Војвођанске лиге Север ФК "Станишић" у 7 утакмица није примио гол на домаћем терену.
- Београдска Црвена звезда је поводом свог 66. рођендана 2011. године поклонила нашем клубу гарнитуру дресова.[28][29]
- Пријатељска фудбалска утакмица измећу ветерана ФК „Станишић” и ветерана ФК Партизан одиграна је и 14.10. 2005. године у Станишићу утакмица је завршена победом гостију из Београда 2-4, седам месеци касније 22.05. 2006. гостовали су и ветерани Црвене звезде (0-2).
- Градски фудбалски савез Сомбор је ФК Станишић прогласио за „хит јесени 2016. године”.[30]
- Тренер Љупко Петровић је 5. јула 2017. године посетио ФК "Станишић" и том приликом донирао нашем клубу комплет опреме[31].
- Црвена звезда ће октобра 2017. године са стадиона "Рајко Митић" послати 750 столица за трибине стадиона у Станишићу[32].
- ФК Станишић је 2017. године проглашен за најбољу екипу у Сомборској општини[33].

## Клупске легенде
- Јакоб Пумп (1902-1970)
- Штефан Прислингер (1904-1995)
- Петер Велштајн (1905-1944)
- Бранко Бургијашев (1913-1986)
- Венделин Гертнер (1914-1972)
- Георг Елмер (1916-?)
- Спасоје Танурџић
- Томас Бонер
- Милан Миланковић (1933-2023)
- Петар Бан (1933)
- Радомир Гњатовић (1938-2022)
- Ђерђ Курта (1937)
- Будимир Дрљачин (1937-2019)
- Мирко Вукадиновић (1941.)
- Илија Перић (1942-2012)
- Мартин Бабић (1942-1996)
- Илија Симић
- Ђуро Вечерина
- Будимир Ђуровић (1944-2011)
- Спасоје Иљегић (1948)
- Станко Мацура (1949)
- Велемир Буловић (1951-2010)
- Мирко Рончевић
- Душан Стојанац
- др Петар Буловић (1956)
- Здравко Јовановић
- Зоран Радиновић (1958)
- Данило Чавлин
- Мирослав Шарић (1960)
- Гојко Грујић (1963)
- Драган Бубања (1965)
- Миро Баљкас (1965)
- Александар Кнежевић (1971)
- Драган Драгичевић (1972)
- Саша Грујић (1975)
- Немања Буловић (1978)
- Славиша Човић (1978)
- Жељко Куриџа (1984)
- Илија Шарић (1986)

## Познати играчи поникли у клубу
- Гашпар Улмер
- Радивој Просеница (1939)
- Драго Јовић (1943-2021)
- Стево Куриџа (1958)
- Александар "Бата" Кнежевић (1971)
- Дејан Рончевић (1971)
- Драган Драгичевић (1972)
- Владимир Матијевић (1976)
- Мате Брајковић (1981)
- Немања Обрић (1984)
- Александар Стојковић (1990)
- Василије Ђурић (1998)

## Познати играчи који су наступали за клуб
- Југослав Покрајац - капитен омладинске репрезентације Југославије. Играо за Динару из Книна, Хајдук из Сплита, на јесен 1995. наступа за ФК "Станишић".
- Саша Павић (1969)
- Владимир Кожул
- Новица Петровић (1989)

## Хронологија станишићког фудбалског клуба по сезонама
| Историја по сезонама (у загради је степен такмичења) | Историја по сезонама (у загради је степен такмичења) |
| --- | --- |
| \| - 1920: Оснивање клуба Први Станишићки Спортски Клуб. - 1925: Преименовање клуба у Станишићки Атлетски Клуб. - 1925/26: III разред Суботичког подсавеза. - 1926/27: II разред Суботичког подсавеза. - 1927/33: Клуб је искључен из савеза, али одиграва утакмице као и сваки несавезни клуб. - 1933: Преименовање клуба у Спортски Клуб Слога. - 1933/34: Дунавска Група — II разред. - 1934/35: Дунавска Група — II разред. - 1935/36: Дунавска Група — II разред. - 1936/37: Дунавска Група — II разред. - 1937/38: Дунавска Група — I разред. - 1938/39: Дунавска Група — I разред. - 1939/40: Дунавска Група — I разред. - 1940/41: Сомборска Жупа — I разред. - 1941: Преименовање клуба у Adler FC (нем. Орао). - 1941: Сомборска група. - 1941/42: Први разред Немачког фудбалског савеза. - 1946: Преименовање клуба у Фудбалско Друштво Црвена звезда. - 1947: Среско-градска фудбалска лига Сомбор. - 1948: Преименовање клуба у Фудбалски Клуб Јединство. - 1950/51: Сомборски Подсавез — II разред. - 1951/52: Сомборски Подсавез — II разред. - 1952/53: Сомборски Подсавез — II разред. - 1953/54: Сомборски Подсавез — II разред. - 1954/55: Сомборски Подсавез — II разред (друга група). (6) - 1955/56: Сомборски Подсавез — II разред (прва група). (6) - 1956/57: Сомборски Подсавез — II разред (прва група). (6) - 1957/58: Сомборски Подсавез — II разред (прва група). (6) - 1958/59: Сомборски Подсавез — II разред (прва група). (6) - 1959/60: Сомборски Подсавез — II разред (прва група). (6) - 1960/61: Сомборски Подсавез — II разред (прва група). (6) - 1961/62: Сомборски Подсавезна Лига (реорганизација). (5) - 1962/63: Сомборски Подсавезна Лига. (4) - 1963/64: Јединствена Лига Суботичког Подсавеза. (4) - 1964/65: Јединствена Лига Суботичког Подсавеза (реорганизација). (4) - 1965/66: Сомборски Подсавезна Лига. (5) - 1966/67: Сомборски Подсавезна Лига. (5) - 1967/68: Војвођанска Лига (реорганизација). (4) - 1968/69: Бачка Лига. (4) - 1969/70: Бачка Лига. (4) - 1970/71: Бачка Лига. (4) - 1971/72: Бачка Лига. (4) - 1972/73: Бачка Лига (реорганизација). (4) - 1973/74: Јединствена Лига — Сомбор. (4) - 1974/75: Јединствена Лига — Сомбор. (4) - 1975/76: Јединствена Лига — Сомбор. (4) \| - Марта 1976: Преименовање клуба у Фудбалски Клуб Станишић. - 1976/77: МОЛ - 1. разред. (5) - 1977/78: МОЛ - 1. разред. (5) - 1978/79: Јединствена Лига — Сомбор. (4) - 1979/80: Јединствена Лига — Сомбор. (4) - 1980/81: Јединствена Лига — Сомбор. (4) - 1981/82: Јединствена Лига — Сомбор. (4) - 1982/83: Јединствена Лига — Сомбор. (4) - 1983/84: Бачка Лига. (4) - 1984/85: Бачка Лига. (4) - 1985/86: Бачка Лига. (4) - 1986/87: Бачка Лига. (4) - 1987/88: Сомборска лига. (5) - 1988/89: Сомборска лига. (5) - 1989/90: Сомборска лига. (5) - 1990/91: Сомборска лига. (5) - 1991/92: Сомборска лига. (5) - 1992/93: Сомборска лига. (5) - 1993/94: Сомборска лига. (5) - 1994/95: Друга Војвођанска лига — Север (реорганизација). (5) - 1995/96: Војвођанска лига Запад. (4) - 1996/97: Војвођанска лига Запад. (4) - 1997/98: Војвођанска лига Запад (реорганизација). (4) - 1998/99: Војвођанска лига Север. (4) - 1999/00: Војвођанска лига Север. (4) - 2000/01: Војвођанска лига Север. (4) - 2001/02: Војвођанска лига Север. (4) - 2002/03: Војвођанска лига Север (реорганизација). (4) - 2003/04: Друга Војвођанска лига — Север (реорганизација). (5) - 2004/05: Војвођанска лига Север. (4) - 2005/06: Војвођанска лига Север. (4) - 2006/07: Војвођанска лига Север. (4) - 2007/08: Подручна лига Сомбор (реорганизација). (5) - 2008/09: Војвођанска лига Запад. (4) - 2009/10: Подручна лига Сомбор. (5) - 2010/11: Подручна лига Сомбор. (5) - 2011/12: Војвођанска лига Запад. (4) - 2012/13: Војвођанска лига Запад. (4) - 2013/14: Подручна лига Сомбор. (5) - 2014/15: Подручна лига Сомбор. (5) - 2015/16: Подручна лига Сомбор (реорганизација). (5) - 2016/17: МОЛ - 1. разред. (6) - 2017/18: Подручна лига Сомбор. (5) - 08. јуна 2018: Клуб је премештен у Сомбор и преименован у "Раднички 1912". - 18. јула 2023: Клуб је враћен из Сомбора у Станишић, нови-стари назив клуба је "Јединство". - 2023/24: МОЛ - 2. разред. (7) - 2024/25: МОЛ - 1. разред. (6) \| | |
| - 1920: Оснивање клуба Први Станишићки Спортски Клуб. - 1925: Преименовање клуба у Станишићки Атлетски Клуб. - 1925/26: III разред Суботичког подсавеза. - 1926/27: II разред Суботичког подсавеза. - 1927/33: Клуб је искључен из савеза, али одиграва утакмице као и сваки несавезни клуб. - 1933: Преименовање клуба у Спортски Клуб Слога. - 1933/34: Дунавска Група — II разред. - 1934/35: Дунавска Група — II разред. - 1935/36: Дунавска Група — II разред. - 1936/37: Дунавска Група — II разред. - 1937/38: Дунавска Група — I разред. - 1938/39: Дунавска Група — I разред. - 1939/40: Дунавска Група — I разред. - 1940/41: Сомборска Жупа — I разред. - 1941: Преименовање клуба у Adler FC (нем. Орао). - 1941: Сомборска група. - 1941/42: Први разред Немачког фудбалског савеза. - 1946: Преименовање клуба у Фудбалско Друштво Црвена звезда. - 1947: Среско-градска фудбалска лига Сомбор. - 1948: Преименовање клуба у Фудбалски Клуб Јединство. - 1950/51: Сомборски Подсавез — II разред. - 1951/52: Сомборски Подсавез — II разред. - 1952/53: Сомборски Подсавез — II разред. - 1953/54: Сомборски Подсавез — II разред. - 1954/55: Сомборски Подсавез — II разред (друга група). (6) - 1955/56: Сомборски Подсавез — II разред (прва група). (6) - 1956/57: Сомборски Подсавез — II разред (прва група). (6) - 1957/58: Сомборски Подсавез — II разред (прва група). (6) - 1958/59: Сомборски Подсавез — II разред (прва група). (6) - 1959/60: Сомборски Подсавез — II разред (прва група). (6) - 1960/61: Сомборски Подсавез — II разред (прва група). (6) - 1961/62: Сомборски Подсавезна Лига (реорганизација). (5) - 1962/63: Сомборски Подсавезна Лига. (4) - 1963/64: Јединствена Лига Суботичког Подсавеза. (4) - 1964/65: Јединствена Лига Суботичког Подсавеза (реорганизација). (4) - 1965/66: Сомборски Подсавезна Лига. (5) - 1966/67: Сомборски Подсавезна Лига. (5) - 1967/68: Војвођанска Лига (реорганизација). (4) - 1968/69: Бачка Лига. (4) - 1969/70: Бачка Лига. (4) - 1970/71: Бачка Лига. (4) - 1971/72: Бачка Лига. (4) - 1972/73: Бачка Лига (реорганизација). (4) - 1973/74: Јединствена Лига — Сомбор. (4) - 1974/75: Јединствена Лига — Сомбор. (4) - 1975/76: Јединствена Лига — Сомбор. (4) | - Марта 1976: Преименовање клуба у Фудбалски Клуб Станишић. - 1976/77: МОЛ - 1. разред. (5) - 1977/78: МОЛ - 1. разред. (5) - 1978/79: Јединствена Лига — Сомбор. (4) - 1979/80: Јединствена Лига — Сомбор. (4) - 1980/81: Јединствена Лига — Сомбор. (4) - 1981/82: Јединствена Лига — Сомбор. (4) - 1982/83: Јединствена Лига — Сомбор. (4) - 1983/84: Бачка Лига. (4) - 1984/85: Бачка Лига. (4) - 1985/86: Бачка Лига. (4) - 1986/87: Бачка Лига. (4) - 1987/88: Сомборска лига. (5) - 1988/89: Сомборска лига. (5) - 1989/90: Сомборска лига. (5) - 1990/91: Сомборска лига. (5) - 1991/92: Сомборска лига. (5) - 1992/93: Сомборска лига. (5) - 1993/94: Сомборска лига. (5) - 1994/95: Друга Војвођанска лига — Север (реорганизација). (5) - 1995/96: Војвођанска лига Запад. (4) - 1996/97: Војвођанска лига Запад. (4) - 1997/98: Војвођанска лига Запад (реорганизација). (4) - 1998/99: Војвођанска лига Север. (4) - 1999/00: Војвођанска лига Север. (4) - 2000/01: Војвођанска лига Север. (4) - 2001/02: Војвођанска лига Север. (4) - 2002/03: Војвођанска лига Север (реорганизација). (4) - 2003/04: Друга Војвођанска лига — Север (реорганизација). (5) - 2004/05: Војвођанска лига Север. (4) - 2005/06: Војвођанска лига Север. (4) - 2006/07: Војвођанска лига Север. (4) - 2007/08: Подручна лига Сомбор (реорганизација). (5) - 2008/09: Војвођанска лига Запад. (4) - 2009/10: Подручна лига Сомбор. (5) - 2010/11: Подручна лига Сомбор. (5) - 2011/12: Војвођанска лига Запад. (4) - 2012/13: Војвођанска лига Запад. (4) - 2013/14: Подручна лига Сомбор. (5) - 2014/15: Подручна лига Сомбор. (5) - 2015/16: Подручна лига Сомбор (реорганизација). (5) - 2016/17: МОЛ - 1. разред. (6) - 2017/18: Подручна лига Сомбор. (5) - 08. јуна 2018: Клуб је премештен у Сомбор и преименован у "Раднички 1912". - 18. јула 2023: Клуб је враћен из Сомбора у Станишић, нови-стари назив клуба је "Јединство". - 2023/24: МОЛ - 2. разред. (7) - 2024/25: МОЛ - 1. разред. (6) |